# کنوروزه
کنوروزه (به لهستانی:  Knorozy) یک روستا در لهستان است که در گمینا بیلسک پودلاسکی واقع شده‌است.